# Chañar Viejo
Chañar Viejo é uma comuna da província de Córdoba, na Argentina.